# ジャック・ヴィルヌーヴ
ジャック・ジョゼフ・シャルル・ヴィルヌーヴ（Jacques Joseph Charles Villeneuve, 1971年4月9日 - ）は、カナダ出身のレーシングドライバー。 1995年のインディカー・ワールド・シリーズチャンピオン、同年のインディ500優勝者、1997年のF1ワールドチャンピオン。一般的な愛称はJV。

## 略歴

### レースキャリアの始まり
1971年4月9日、カナダ・ケベック州に生まれる。7歳の時、伝説的なF1レーサーである父ジルと共にヨーロッパに渡り、11歳の時に父を事故で失った後も、家族と共に在住した。しかし、母ジョアンが父と同じレーサーの道を歩むことを嫌ったため、スイスの寄宿学校に入学することになった。成績は優秀で、特に数学と物理の成績が秀でていた。また運動神経も優れており、スキーの腕前も秀でていたため、プロスキーヤーを目指していたともされる。なお、この寄宿学校の体育教師が、のちにマネージャーを務める事になるクレイグ・ポロックである。
しかし15歳になると、ドライバーを育成するジム・ラッセル・レーシングスクールの3日間コースを経験。翌年にはスペナ・デービッド・レーシングスクール（英: Spenard-David Racing School）に入学し、父と同じ道をたどる事を決意する。1990年代以降、F1のトップドライバーは幼少期からカートでレースキャリアを積む例が多い中で、ジャックは遅めのスタートを切ったと言える。このことはヨーロッパのレース界でニュースとなり、ジルが伝説を築いたフェラーリの地元イタリアにも流れ、イタリアのツーリングカーレースに出場するチャンスを獲得した。
「ヴィルヌーヴ」の名を持つジャックがスポンサー探しに苦労する事もなく、彼にとってレースキャリアを始める事は比較的容易なものであった。しかし、それと同時に大いに苦しめらめる事もあった。ジャック自身の将来に周囲が大きな期待を寄せるのは明白であり、父との共通点を探そうと必死なパパラッチ、父のファンの期待に応えなければならないという責任感、そして父の存在は当時17歳の自身にとって計り知れないほどのプレッシャーとなった。

### フォーミュラ3
1989年にイタリアF3選手権で本格的にレースデビューを果たすが、初めの2年間は目立った成績を残せなかった。しかし、3年目の1991年になると結果が出始め、日本のトムスからオファーを受けた。父の親友であるパトリック・タンベイのアドバイスもあり、翌1992年から全日本F3選手権に参戦する事を決意する。
空前のF1ブームに沸く日本では、1991年日本GP開催時に伝説の2代目ことジャック・ヴィルヌーヴの全日本F3デビューを報じるマスコミもあった。
この時期、東京都目黒区の都立大周辺に住んでいた。
日本では父親が神格化されたヨーロッパと違ってジャック自身がさほど注目されることがなく、故に街中で注目を集めたり騒がれたりすることもなく、ミカ・サロやエディ・アーバインなど、同じく日本で活躍する外国人レーサーとの交友や、自身の趣味に没頭することなどが出来た。このシーズンは3勝を挙げ、アンソニー・レイドに次ぐ総合2位と好成績を残した。そして、この年には高校時代の恩師であり親友でもあるクレッグ・ポロックと再会し、彼をマネージャーとした。以後、ジャックは急速に頭角を現すことになる。

### 北米での活躍

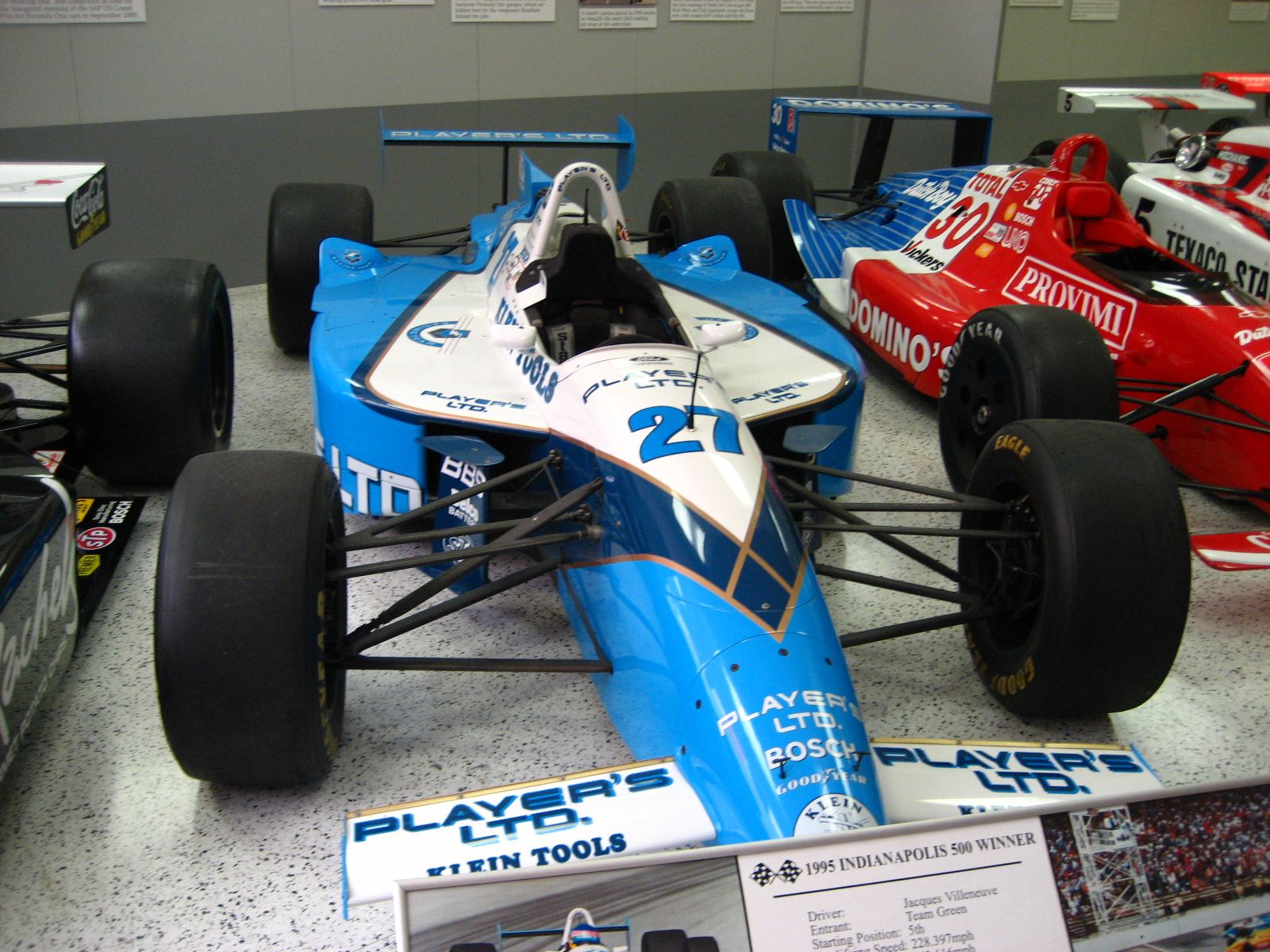
1995年のインディ500優勝マシン

1993年にはポロックの手引きもあり、北米レースの登竜門フォーミュラ・アトランティックにフォーサイス・グリーン・レーシングから参戦し、シーズン15戦中5勝を挙げ総合3位に入る。モントリオールのジル・ヴィルヌーヴ・サーキットで行われたレースで優勝したことにより、自国の英雄である父の名を冠したサーキットで、その息子が表彰台の頂点に登ることとなった。
1994年には、チームとともに当時のアメリカン・フォーミュラの最高峰であるインディカー・ワールド・シリーズにステップアップ。第4戦インディ500では2位に入り、第14戦ロード・アメリカでは強豪ペンスキーチームのアル・アンサーJr.、エマーソン・フィッティパルディ、ポール・トレーシーとバトルを繰り広げて追い抜き、初優勝を飾るなど好成績を収めた。最終的に総合6位に入り、この年のルーキーオブザイヤーを獲得。
1995年には体制変更によりチーム・グリーンとして参戦。父ジルの象徴でもあったカーナンバー27を背負い、インディ500では途中2周（5マイル）のペナルティを受けながらも計505マイルを走りきり優勝した。これを含めシーズン4勝を上げ、参戦2年目にしてインディカー史上最年少のシリーズチャンピオンという偉業を成し遂げた。

### F1デビューから王者へ

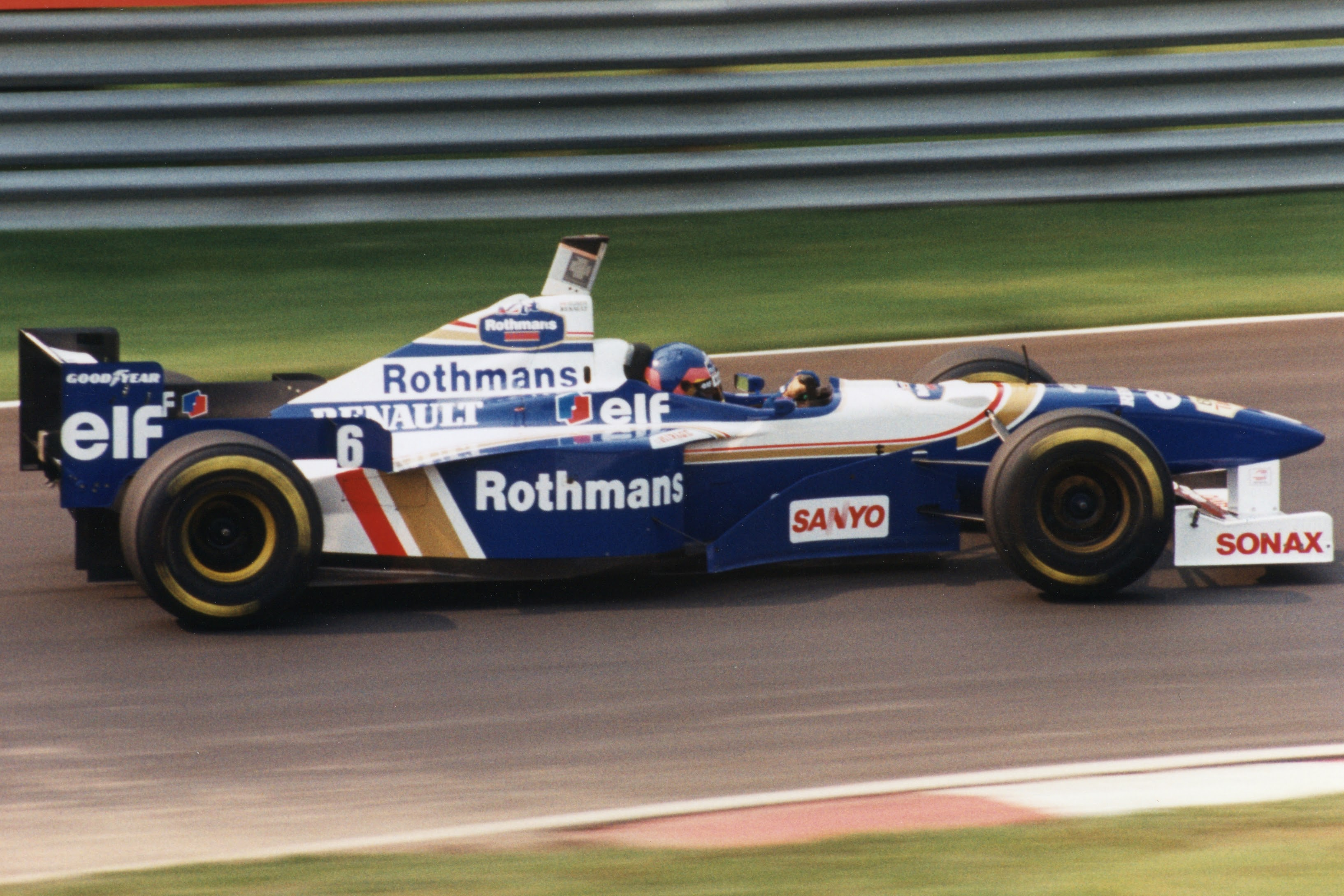
1996年 カナダGP

バーニー・エクレストンの後押しもあり、1996年からF1に転向。当時屈指の強豪であったウィリアムズ・ルノーから参戦を開始し、初年度からその才能を遺憾なく発揮する。デビュー戦となった開幕戦オーストラリアGPでは、史上3人目となるデビュー戦でのポールポジション獲得という偉業を達成。決勝でもファステストラップを記録しながら残り5周までトップを快走し、史上初のデビュー戦ポールトゥーウィンおよびハットトリックを達成するかと思われたが、レース終盤に発生したオイル漏れによりペースダウンを余儀なくされ（後ろにつけていたチームメイトのデイモン・ヒルは「ジャックのファッションセンスは大雑把に見えるが、レース運びも似たようなものがあるんだ。レース中にコースアウトした際にどこかをぶつけたようで、オイル漏れが発生したように見えた」と分析している。）、惜しくも2位に終わる。第4戦ヨーロッパGPでは、前年王者のミハエル・シューマッハとの接近戦を制してF1初優勝を達成。その後はコースによる得意不得意の差が出る事もあったが、後半戦で3勝を加えるなど、チームメイトであるヒルを猛追。最終戦日本GPまでチャンピオン争いを繰り広げるが、前半戦での結果の差が響いて最終的にはヒルに次ぐランキング2位に終わった。
参戦2年目となる1997年には、ヒルの放出によりチームメイトにハインツ・ハラルド・フレンツェンが加入。皮肉にも名実共にエースドライバーとなり、チャンピオン最有力候補に挙げられた。しかしチーフデザイナーだったエイドリアン・ニューウェイがヒル放出劇に激怒、更にチーム株保有を巡る意見の不一致から、前年11月にウィリアムズを喧嘩別れの形で離脱する。その結果、ニューマシンFW19の戦闘力が前年と比べて安定性を欠き、自身やチームの戦術のミスなども目立ち、タイトル争いは急速に戦力を上げたフェラーリのミハエル・シューマッハとの混戦模様となる。第16戦日本GPではフリー走行中の黄旗無視により、過去の違反累積から「執行猶予付き1戦出場停止」の立場にあったため、レース後に失格処分を受け、1点差のランキング2位で最終戦ヨーロッパGPを迎える。スタートで先行したシューマッハを追い上げ、ヘアピンコーナーでインからオーバーテイクを試みる。これをブロックしたシューマッハと接触し、マシンにダメージを負いながらも3位で完走し、父ジルが果たせなかったF1ワールドチャンピオンの夢を実現した（接触後にリタイアしたシューマッハはシーズン後、国際自動車連盟 (FIA) から選手権からの除外処分を受けた）。なお、シューマッハとはこの年、奇遇なことに一緒に表彰台に立つことはなかった。2020年現在、非ヨーロッパ人のF1チャンピオンはこの年のヴィルヌーヴが最後である。前年のデイモン・ヒル、2016年のニコ・ロズベルグはそれぞれ親子2代でチャンピオンとなっているが、「2世ドライバーのチャンピオン」はジャックが2人目である。
1998年は、前年限りのルノーがワークス活動から撤退したことにより、FW20は1997年のルノーエンジンであるRS9をベースに改良したメカクロームエンジンを搭載したことや、1996年11月のニューウェイ離脱によるシャシーの戦闘力低下などによりウィリアムズはコンストラクターズ3位と前年の1位から低迷することになった。その結果ジャックは未勝利に終わり、表彰台も第11戦ドイツGP、第12戦ハンガリーGPで獲得した3位2回と、不本意な結果でシーズンを終えた。

### B・A・R時代
1999年、マネージャーであるポロックがブリティッシュ・アメリカン・タバコ (BAT) とレイナードと協力し、名門ティレルを買収して「ブリティッシュ・アメリカン・レーシング（B・A・R）」を設立した。ジャックはB・A・Rに移籍したが、新参チームにありがちなトラブルが多発。予選では7回トップ10に食い込んだものの、開幕戦から11戦連続リタイアという不名誉な記録を残し、ベルギーGPではチームメイトのリカルド・ゾンタ共々オールージュで大クラッシュを演じたこともあった。この年の最高位はイタリアGPの8位完走に終わり、ゾンタ共々この年は1ポイントも獲得できなかった。
2000年、B・A・Rはシャシーコンストラクターとしての参戦を見送ったホンダからエンジン提供を受け、昨年に比べるとマシン性能も飛躍的に向上した。トップチームを脅かすまでには至らなかったが、リタイアは4回と大幅に減少し、7回ポイントを獲得するなどの活躍を見せた。
2001年には第5戦スペインGPで3位入賞してチームに初表彰台をもたらし、第12戦ドイツグランプリでも3位表彰台を獲得したが、優勝争いに絡むまでには至らず、それどころかシーズンを通しての入賞は4回に留まり、成績自体は前年よりも下がってしまった。2001年の11月にはポロックがB・A・Rのチーム代表を辞任し、代わってデビッド・リチャーズが就任したことで、チームとの関係が悪化する。

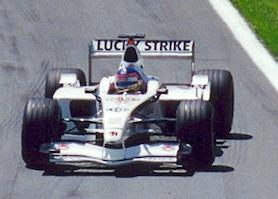
BAR時代のヴィルヌーヴ（2001年カナダGP）

2002年はさらに成績が落ち、入賞はわずか2回で4ポイントのみの獲得と不本意なシーズンに終わり、高給取りであるジャックに対する風当たりが強まっていく。シーズンオフにはCARTでも所属したフォーサイス・レーシングから3年5000万ドルでのオファーがあったが、ポラックがそれ以上の金額を要求したこともあって交渉は決裂となった。
2003年は若手イギリス人ドライバーのジェンソン・バトンが新加入し、バトンが着実に結果を残していくとチームの支持がバトンに移り、最終戦日本GP直前にはチームが翌年のレギュラーシートを佐藤琢磨に与えると発表すると、ジャックは急遽参戦を取り止め、そのままチームを去った。翌年に向けてルノーやザウバー、かつての古巣ウィリアムズと交渉を持ったものの不調に終わり、しばしの浪人生活を送ることとなった。

### F1からの離脱
2004年は、シーズン終盤にルノーがヤルノ・トゥルーリを放出したことを受け、中国GPからブラジルGPまでの3戦に出走。BARとのコンストラクターズ2位争いの助っ人として期待された。ほぼ1年のブランクがあったことも影響したのか、復帰直後はフェルナンド・アロンソとの差が大きかったが、ブラジルGPではアロンソのベストラップに迫る記録を残した。
2005年は、中堅ザウバーのレギュラーシートを獲得。しかし、本人曰くチームの資金不足もあってエンジンブレーキの改善に苦戦し、若いチームメイトのフェリペ・マッサにパフォーマンスで劣ることも少なくなく、最高位はサンマリノGPの4位だった。その後BMWへのチーム売却が決まると放出の噂が付きまとったが、BMWはヴィルヌーヴがザウバーと交わした2年契約を尊重したため、翌年も残留が叶った。
2006年シーズンは、第2戦で新生BMWザウバーに初のポイントをもたらし、予選でも速さを見せ存在感を示した。しかし、チームメイトのニック・ハイドフェルドに対して決勝レースで遅れを取ることも少なくなく、第11戦フランスGPを終えた時点でハイドフェルトが入賞6回13ポイントを獲得していたのに対し、入賞4回7ポイントに留まっていた。第12戦ドイツGPではハイドフェルドと接触しリタイアとなり、レース後クラッシュの後遺症による次戦の欠場が発表された。その際にレース中のハイドフェルドとの接触を巡りチームと衝突したとの報道もあり、新鋭ロバート・クビサにシートを譲る形で、8月にBMWザウバーから離脱した。このドイツグランプリが結果としてヴィルヌーヴのF1での最後のレースとなっている。

### 各種レースへの挑戦

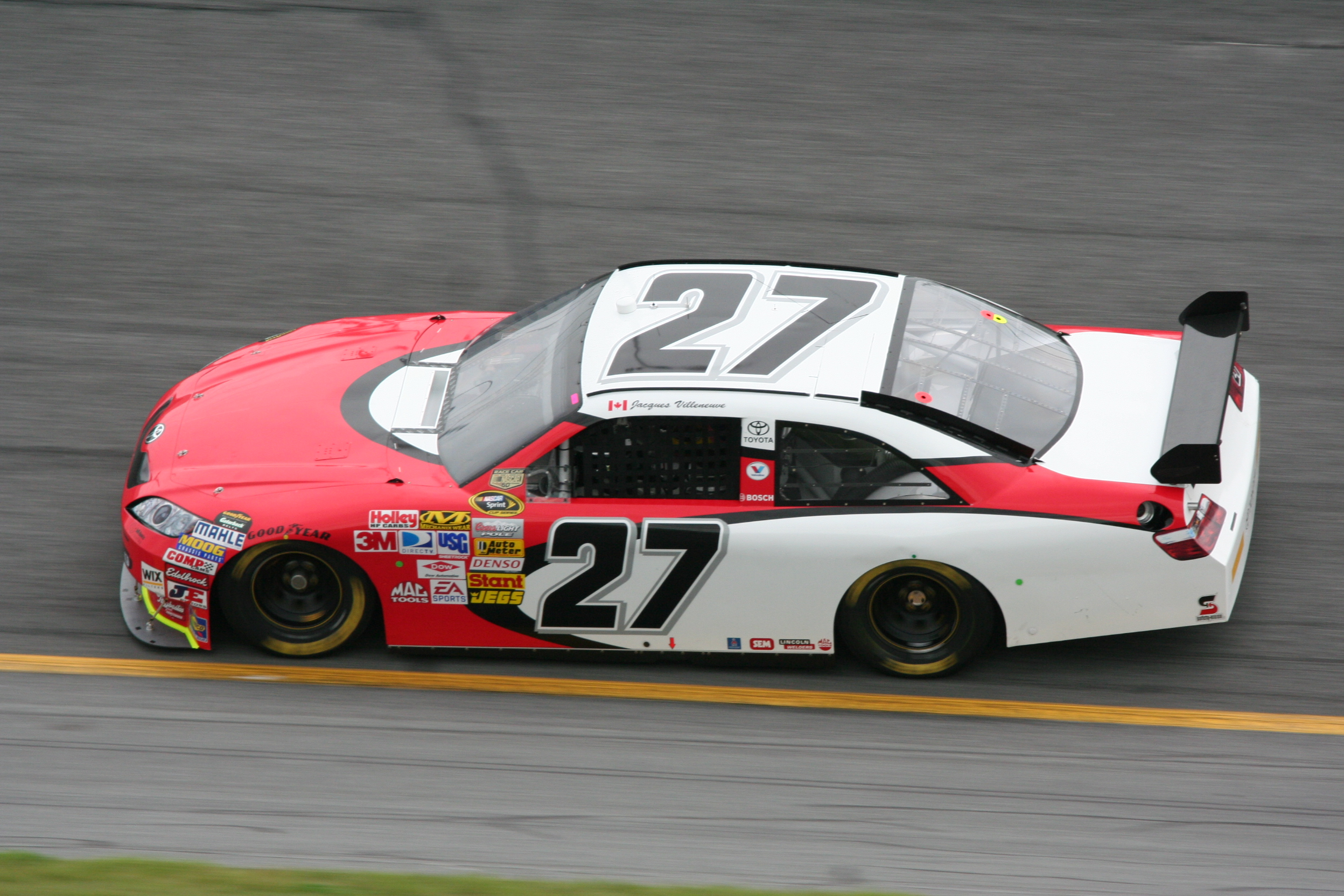
NASCAR・スプリントカップに参戦するヴィルヌーヴ（2008年）

F1離脱後はドイツツーリングカー選手権 (DTM) への参戦が噂されたが、2007年はプジョーと契約し、ル・マン24時間レースに出場した。インディ500、インディカー・ワールド・シリーズ（CART）、F1に続く史上初の4冠達成が期待されたが、リタイアに終わった。
2007年シーズン終盤にはアメリカのストックカーレースであるNASCARのネクステルカップシリーズおよびブッシュシリーズにビル・デイビス・レーシングから参戦したが、上位入賞は果たせなかった。
2008年は、長年のマネージャーであるグレイグ・ポロックと決別し、インディカー時代の所属チームの監督でもあるバリー・グリーンと再スタートを切ることになった。しかしスポンサー関係のトラブルが明らかになり、ネクステルカップ開幕戦のデイトナ500で予選落ちした直後に、2008年シーズン無期限の欠場が所属チームから発表された。

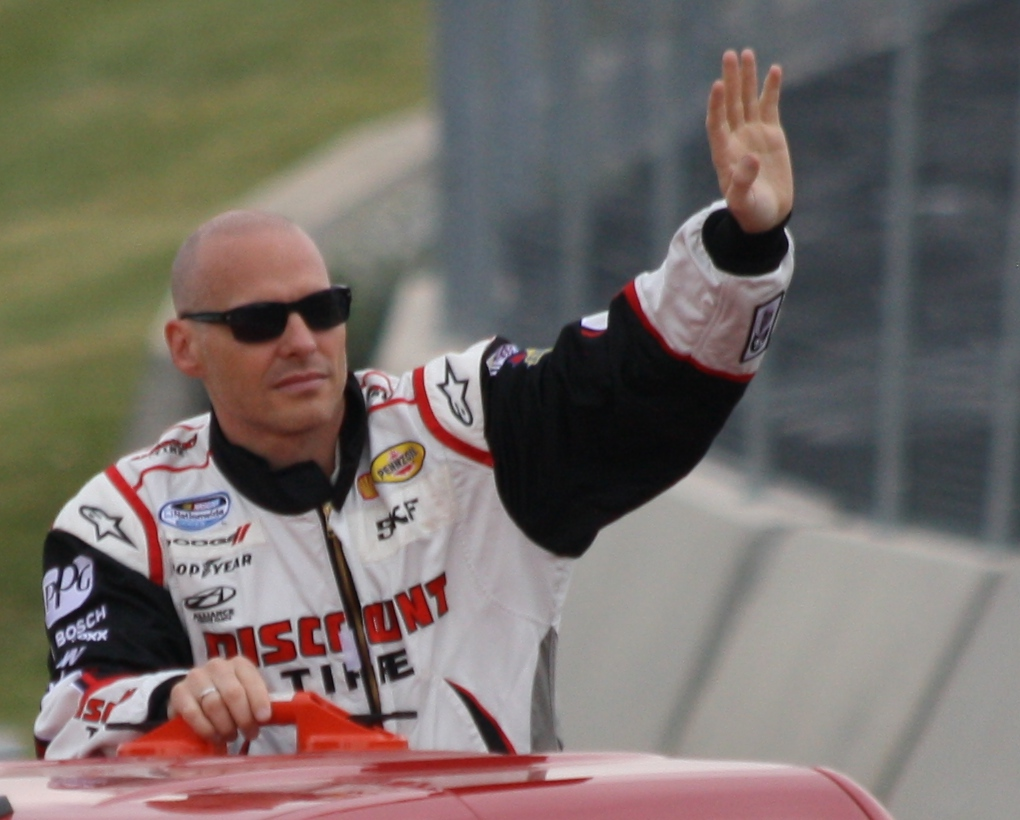
NASCAR参戦中のヴィルヌーヴ（2012年）

その後、ストックカーによって争われるスピードカー・シリーズへのスポット参戦が決定し、F1バーレーンGPと併催されたバーレーンラウンドと、最終戦であるドバイラウンドに参戦したが下位入賞に留まった。
また、前年に続いてプジョーからル・マン24時間レースに出場し、総合2位を獲得。スポット参戦となったル・マン・シリーズ第3戦（スパ・フランコルシャン）で、F1時代の1997年ルクセンブルクGP以来、実に11年ぶりとなる優勝を果たした。
2009年以降、NASCARのスプリントカップ・シリーズやネイションワイド・シリーズにスポット参戦し続けているが、フル参戦は実現していない。2011年には地元カナダのジル・ヴィルヌーヴ・サーキットにてポールポジションを獲得したが、クラッシュにより勝利を逃した。
その他には、オーストラリアのV8スーパーカーやアルゼンチンのトップレースV6シリーズにスポット参戦している。2012年よりi1スーパーカー・シリーズへ参戦することが発表されたが、シリーズ開幕が2013年に延期となった。
また、2010年より氷上レースのアンドロス・トロフィーにシュコダから参戦。2012-2013シーズンにはシトロエンから参戦し、第6戦で初優勝した。
2014年は19年ぶりにインディ500に参戦する。
2015年はヴェンチュリーと契約しフォーミュラEに参戦。しかしクラッシュによるリタイアなどが原因でチームとの関係が悪化、第4戦を前に契約を解除した。
2023年は52歳ながらコデワからWEC（世界耐久選手権）のLMハイパーカーであるヴァンウォール・ヴァンダーヴェル 680をドライブするが、ル・マン24時間レースを目前に突如解雇された。ヴィルヌーヴには直接の通知はなく、娘の出産に立ち会うタイミングで公式リリースを知ったという。

### F1への復帰をうかがう
他のカテゴリーで戦っていながらも、新参チームの登場や、ストーブリーグの噂の中には常にヴィルヌーヴの名前があり、しばしばメディアに大きく取りざたされた。
2010年にはステファンGPより参戦が噂されそのシートの獲得が濃厚となった。ただし、ステファンGPは正式な参戦権を承認されておらず、このF1復帰に関しては流動的であった。マシンも完成し、シート合わせも完了していたが、最終的にはFIAにチームの参戦が認められなかった。
その後、元GP2チームのデュランゴと提携し、「ヴィルヌーヴ・レーシング」として2011年の新規参戦チームにエントリーした（スピードカーにはデュランゴから参戦していた）。US F1の消滅で開いた13番目のチーム枠をエプシロン・ユースカディとの間で争ったが、最終的にFIAは新チームを採用しないと発表した。その後、参戦権を持つ既存のF1チームを買収する方向に転換したが、2010年10月末に「F1参戦を断念し、NASCARに集中する」と語った。
2013年より、有料テレビ局であるスカイ・イタリアやカナル+と契約し、テレビ解説者としてF1に関与している。

## 人物
- カナダのフランス語圏出身（フレンチ・カナディアン）で、フランス語以外に英語、イタリア語に堪能、多少の日本語も理解できる。
- 血液型は、Rh-O。
- 一般的な愛称はJVで、国内外のスポーツ記事でよく用いられている。一方で親しい友人からは「New Town（注：Villeneuve の英語訳）」と呼ばれており、自身が経営するモントリオールのレストランにもその名が使われている。
- 自分のスタイルに拘り、周囲に迎合することを好まない。ウィリアムズでのF1初テストの際には、新人ながらヒルと異なるセッティングを要求し、好タイムをマークした。一方でF1で初めてチームメイトとなったヒルとの関係は良好で、1997年のハンガリーGPではファイナルラップでそれまでトップ独走しながらマシントラブルで急激にラップタイムが失速したアロウズ・ヤマハのマシンを駆るヒルをオーバーテイクしようとした際、ヒルに幅寄せされてダートに乗り上げながら抜き去って優勝した一幕もあったが、レース後は何事もなくお互いの健闘を称え合い、表彰台に登る光景が見られた。この2人には、2世レーサーであること、父親を若くして失っている境遇、さらに音楽が趣味といった共通項がある。
- 歯に衣着せぬ発言で物議を醸すことが多く、チームメイトへの辛辣な批評をすることもあった。同時期に参戦していた友人エディ・アーバインと並んで、優等生的な現代ドライバーの中では異端児的存在である。とりわけミハエル・シューマッハへの舌鋒は鋭く、そのドライビングマナーを度々攻撃している。2006年10月にはイギリスのインデペンデント紙において、アイルトン・セナ、アラン・プロスト、ナイジェル・マンセルは長く人々の記憶に残る英雄だが、シューマッハはただのレーサーでしかなく、ヘルメットを脱いだらすぐ忘れ去られてしまうだろうと述べた[15](ただその後両者は和解しており、2010年にシューマッハがF1に現役復帰した際にはシューマッハを称賛するコメントも度々していた[16])。また2017年にヴィルヌーヴがチャンピオンを獲得したウィリアムズでデビューした同郷の後輩ドライバー、ランス・ストロールに対して「F1史上最悪のルーキー」と酷評しており、ウィリアムズからチームのホスピタリティへの立ち入りが禁止されるほどの批判を繰り返している[17]。また2018年にザウバーからデビュー後に評価を上げたシャルル・ルクレールがキミ・ライコネンに代わってフェラーリの正ドライバーに昇格する報道が流れた[18]ことに対し、「フェラーリの来季ルクレール起用は時期尚早、ライコネンの力はまだ必要とされる」「僕ならルクレールの昇格を1年待たせる」と言う見解を示している[19]。
- 記者会見の席上、所属チーム名に冠スポンサー名をつけて表現する（例：ロスマンズ・ウィリアムズ・ルノー）ことを常としており、またシーズンオフのスキーの際にはスポンサーロゴの入ったウェアを着用するなどサービスを忘れなかった。
- 1997年カナダGPで起きたオリビエ・パニスの大事故について、骨折して戦線離脱を余儀なくされたパニスに関係者・ドライバーらが同情の声を送る中、「（骨折は）スキーではよくあること」と発言している。
- 交友関係としては、上記のデイモン・ヒルやミカ・サロ、エディ・アーバインのほかに、デビッド・クルサードやオリビエ・パニスなどと仲が良い。一方でファン・パブロ・モントーヤとは2001年のF1初対面の時から仲が悪く、この年のカナダGP（英語版）ではモントーヤが「お前はオーストラリアでマーシャルを殺したな！（同年の同GPでクラッシュしたヴィルヌーヴのマシンがマーシャルを巻き込む死亡事故を起こした一件から）」と暴言を吐いたため、レース前のミーティング時に掴み合いの喧嘩まで発展している。ただ2019年現在はモントーヤとの関係も改善しており、F1のパドックで普通に談笑する仲である[20]。
- 着崩したカジュアルファッションを好み、ウィリアムズのパトリック・ヘッドはそのセンスを「ハイ・グランジ」と呼んだ。レーシングスーツもサイズの大きいダボダボしたものを着用している（耐火安全性の観点からはフィットしたスーツよりも、ダボダボが推奨されている。このチョイスはむしろ高い職業・安全意識に由来するものであり、むしろルックスを安全性より優先させている他のドライバー達への啓蒙・警鐘という説もある）。
- 趣味のひとつに音楽があり、2006年にCDデビューもしている。
- 知的な面があり、小説や詩を好み、パソコンマニア、ゲームマニアの顔も持つオタクである。F1参戦時はゲームでコースを覚えたと言って周囲の失笑を買った。しかしながら、現実に、デビュー戦のメルボルンほか、難コースのスパ・フランコルシャンなど、「ゲームでしか走ったことのなかった」コースでポール・ポジションやファステスト・ラップを記録してみせた。これも2000年代に入る頃になると、新コースが増え、またレギュレーションの変更でフリー走行時に多く周回を重ねられない事もあってか、ゲームを含むコンピュータ上でのシミュレーションで事前にコースに慣れるドライバーは多くなっている。
- 何かと話題になった頭髪については、F1デビュー前後から薄毛が目立つようになった（全日本F3時代には豊かな長髪を後ろで縛るヘアスタイルだった）。1996年の最終戦日本GP後には、友人のミカ・サロ、デビッド・クルサードと共にスキンヘッドになり周囲を驚かせた。以後も「毛根を痛める」と言われながらも、髪をブロンドや紫色に染める事を繰り返した。父ジルがその晩年、周囲からは全然減っていないと言われていたにもかかわらず、しきりと脱毛を気にしていたエピソードとは好対照をなす。
- 1997年のヨーロッパGP、ミハエル・シューマッハとの接触後、シューマッハのリタイアで6位以内入賞でチャンピオンが決定するジャックは、クルマの状態を心配して様子を窺いながら走行した。その後、フロントタイヤのブリスターに悩まされたジャックは、マクラーレンのミカ・ハッキネンに1周およそ1秒のペースで追い上げられ、最終ラップで抜かれた。ジャックが3位でチェッカーを受けてパルクフェルメにマシンを止めた後、真っ先に駆け寄って来たのは、家族でもチーム関係者でもなく、マクラーレンのチーム代表であるロン・デニスであった[要出典]。
- 自身の父親の名を冠したジル・ヴィルヌーヴ・サーキットでの成績は、上述の通り北米フォーミュラで優勝を遂げてはいるものの、一方でF1では参戦初年度の1996年に獲得した2位が最高であり、それ以降はトラブルやリタイヤなどにより良い成績を残せておらず、当該サーキットとの相性はあまり良くない。
- ピットイン中にウィングの角度調整する機能を、F1で最初にチームにリクエストし採り入れさせたのはジャックである。（採り入れられたのは1996年アルゼンチンGPの前後）。この機能は前年まで参戦していたインディカーでは既に常識となっていたものである。
- 2010年バンクーバーオリンピック開会式にて、オリンピック旗を掲揚する際の旗手を務めた。

## 評価
思い切りの良いドライビングをよく見せ、深いブレーキを見せることもたびたびである。ただしこのブレーキングスタイルが電気系統を重視した現代のF1と相性が悪かったとされ、2005年移籍後のザウバー時代には「ブレーキング時、電気が勝手に運転している感じで、マシンの挙動が自分の体で感じられない」 とコメントを残している。
1996年のポルトガルGPでは、高速の最終コーナーでフェラーリのミハエル・シューマッハを外側から被せ、並走して追い抜くという大胆なパフォーマンスを見せた。インディカーで培った技術にも定評があり、ベルギーGPやイタリアGPのような高速サーキットやブラジルGPのような左回りのサーキットも得意としていた。一方でモナコGPや雨中のレースは苦手としていた。
フラビオ・ブリアトーレは、ヴィルヌーヴのことを「ファン・パブロ・モントーヤと共に最後のF1のスターであった」と2006年シーズン終盤に評価した（奇しくも2人ともシーズン中にF1から離脱）。また、バーニー・エクレストンは「もし、ビルヌーブ（元BMWザウバー）がいいマシンに乗り続けていたら・・・。もし、ミカ（ハッキネン）が現役を続けていたら・・・。（シューマッハが）支配してきたようになったかどうかは、誰にも分からないだろうね」とも語った。
ウィリアムズ離脱後はキャリアの長い期間をB・A・Rで過ごしたが、幾度か移籍の噂もあった。特に父ジルがこの世を去るまで乗り続けたフェラーリに加入する事を望む声も出ていた。
そのアグレッシブなドライビング・スタイルとユニークなキャラクターから根強いファンが多く、F1引退後も、「No Jacques, No F1 （ジャックがいなきゃF1じゃない）」 といった旗を掲げるファンもいた。

## 家族
2006年にフランス人のジョアンナ・マルチネスと結婚。直後のイギリスGPではBMWザウバーチームが"Just Married"（新婚）と書かれた特製リアウィングをマシンに装着した。その後2児を授かったが、2009年に離婚。2012年にブラジル人のカミーラ・ロペスと再婚した。なお、かつては歌手ダニー・ミノーグ（カイリー・ミノーグの妹）と交際し、婚約もしていた。
ヴィルヌーヴ家は両親、ジャック、妹メラニーという家族構成で、幼少期には家族と共にキャンピングカーでサーキットを転戦していた。父について聞かれるたびに「幼い頃に亡くなったのであまり思い出がない」と答えており、同様な境遇である盟友デイモンが父グラハムの思慕の情を素直に語っているのとは対照的に多くを語ろうとはしなかった。しかし、近年では父にまつわる行事に参加するなど、心境の変化を感じさせている。2004年のクラシックカーイベント、グッドウッド・フェスティバル・オブ・スピードでは、父が1978年に乗ったフェラーリ・312T3を、父と同じデザインの赤いヘルメットを被って運転した。2006年には父のセレモニーにもフェラーリ関係者と共に参加。ミュージシャンとしてのデビューアルバム「Private Paradise」には、メラニーとの共作で「Father」という一曲を収めている。没後30周年となる2012年には、フェラーリのテストコース、フィオラノ・サーキットでフェラーリ312T4をドライブした。
前述の通り母ジョアンは幼い息子をレースから遠ざけようとしたが、ジャック自らがレーサーの道を選んだことについて「ヴィルヌーヴ家の運命」と悟り、後にその活動を応援するようになった。
ちなみに、F1ドライバーとしての「ジャック・ヴィルヌーヴ」は、叔父が「初代」である。後に自身がレースデビューしたため、叔父はジャック・ヴィルヌーヴSr.（-シニア）と表記されるようになった。
なお、ジャックが誕生した当初、ジルは名前を決めかねていた。しかし、妻ジョアンに弟（ジャック・ヴィルヌーヴSr.）の話題をしている時に赤ん坊が笑い出したため、弟と同じ名前にすることを決めたと言われている。

## 経歴年表
- 1989年 イタリアF3選手権参戦
- 1990年 イタリアF3選手権(チーム:Prema Racing)(マシン:レイナード903アルファロメオ)シリーズ 13位
- 1991年 イタリアF3選手権(チーム:Prema Racing)(マシン:レイナード913&ラルトRT35アルファロメオ)シリーズ6位
- 1992年 全日本F3選手権参戦(チーム:トムス)(マシン:トムス032Fトヨタ)3勝 シリーズ2位
- 1993年 フォーミュラアトランテック参戦(マシン:ラルトRT40トヨタ)2勝 シリーズ3位,ルーキーオブザイヤー獲得
- 1994年 インディカー・ワールド・シリーズ参戦(チーム:フォーサイス-グリーン(Forsythe-Green))(マシン:レイナード94Iフォード)1勝 シリーズ6位,インディ500総合2位
- 1995年 インディカー・ワールド・シリーズ(チーム:フォーサイス-グリーン)(マシン:レイナード95Iフォード)3勝 シリーズチャンピオン,インディ500総合優勝,F1テストドライブ ウィリアムズのテストに参加する

## レース戦績

### イタリア・フォーミュラ3選手権
| 年     | チーム             | エンジン       | 1       | 2       | 3       | 4       | 5       | 6       | 7       | 8       | 9       | 10     | 11      | 12     | 順位 | ポイント |
| ------ | ------------------ | -------------- | ------- | ------- | ------- | ------- | ------- | ------- | ------- | ------- | ------- | ------ | ------- | ------ | ---- | -------- |
| 1989年 | プレマ・レーシング | アルファロメオ | VLL DNQ | MAG DNQ | VAR DNQ | PER 10  | MNZ Ret | VLL DNQ | MIS DNQ | MIS 19  | MNZ Ret | IMO 16 | VLL Ret |        | NC   | 0        |
| 1990年 | プレマ・レーシング | アルファロメオ | VLL Ret | PER 6   | MAG 8   | VAR Ret | IMO 5   | MNZ Ret | BIN 2   | MIS Ret | MNZ Ret | VAR 10 | VLL     | VLL 14 | 14位 | 10       |
| 1991年 | プレマ・レーシング | アルファロメオ | MIS Ret | BIN Ret | PER 8   | VLL Ret | MAG 4   | IMO 4   | VAR     | MNZ 2   | MUG 24  | MNZ 3  | MUG Ret | VLL 3  | 6位  | 20       |

- 太字はポールポジション、斜字はファステストラップ。(key)

### 全日本フォーミュラ3選手権
| 年     | チーム                   | エンジン | 1     | 2     | 3     | 4     | 5     | 6     | 7     | 8     | 9     | 10    | 順位 | ポイント |
| ------ | ------------------------ | -------- | ----- | ----- | ----- | ----- | ----- | ----- | ----- | ----- | ----- | ----- | ---- | -------- |
| 1992年 | ITOHAM RACING with TOM'S | トヨタ   | SUZ 6 | TSU 4 | FSW 3 | SUZ 3 | SEN 1 | TAI 3 | MIN 1 | SUG 4 | SUZ 2 | SUZ 1 | 2位  | 45       |

(key)

### アメリカン・オープンホイール

#### トヨタ・アトランティック・チャンピオンシップ
| 年     | チーム                             | 1      | 2     | 3     | 4      | 5     | 6     | 7     | 8     | 9     | 10     | 11     | 12    | 13     | 14    | 15    | 順位 | ポイント |
| ------ | ---------------------------------- | ------ | ----- | ----- | ------ | ----- | ----- | ----- | ----- | ----- | ------ | ------ | ----- | ------ | ----- | ----- | ---- | -------- |
| 1992年 | コンプレップ・プレイヤーズ         | MIA    | PHX   | LBH   | LIM    | MTL   | WGL   | TOR   | TRR 3 | VAN   | MDO    | MOS    | NAZ   | LS1    | LS2   |       | 14位 | 28       |
| 1993年 | フォーサイス・グリーン・レーシング | PHX 18 | LBH 2 | ATL 1 | MIL 17 | MTL 1 | MOS 2 | HAL 7 | TOR 3 | NHM 2 | TRR 14 | VAN 19 | MDO 1 | NAZ 11 | LS1 1 | LS2 1 | 3位  | 185      |

- 太字はポールポジション、斜字はファステストラップ。(key)

#### インディカー・ワールド・シリーズ（CART）
| 年     | チーム                             | シャシー        | エンジン | 1      | 2      | 3      | 4      | 5     | 6      | 7     | 8     | 9      | 10     | 11    | 12     | 13     | 14    | 15    | 16     | 17    | 順位 | ポイント |
| ------ | ---------------------------------- | --------------- | -------- | ------ | ------ | ------ | ------ | ----- | ------ | ----- | ----- | ------ | ------ | ----- | ------ | ------ | ----- | ----- | ------ | ----- | ---- | -------- |
| 1994年 | フォーサイス・グリーン・レーシング | レイナード・94i | フォード | SRF 17 | PHX 25 | LBH 15 | INDY 2 | MIL 9 | DET 7  | POR 6 | CLE 4 | TOR 9  | MIS 20 | MDO 9 | NHM 24 | VAN 24 | ROA 1 | NAZ 7 | LS 3   |       | 6位  | 94       |
| 1995年 | チーム・グリーン                   | レイナード・95i | フォード | MIA 1  | SRF 20 | PHX 5  | LBH 25 | NAZ 2 | INDY 1 | MIL 6 | DET 9 | POR 20 | ROA 1  | TOR 3 | CLE 1  | MIS 10 | MDO 3 | NHM 4 | VAN 11 | LS 12 | 1位  | 172      |

- 太字はポールポジション、斜字はファステストラップ。(key)

#### インディカー・シリーズ
| 年     | チーム                                     | シャシー       | エンジン | 1   | 2   | 3   | 4   | 5       | 6    | 7    | 8   | 9    | 10   | 11  | 12  | 13   | 14   | 15  | 16  | 17  | 18  | 順位 | ポイント |
| ------ | ------------------------------------------ | -------------- | -------- | --- | --- | --- | --- | ------- | ---- | ---- | --- | ---- | ---- | --- | --- | ---- | ---- | --- | --- | --- | --- | ---- | -------- |
| 2014年 | シュミット・ピーターソン・モータースポーツ | ダラーラ・DW12 | ホンダ   | STP | LBH | ALA | IMS | INDY 14 | DET1 | DET2 | TXS | HOU1 | HOU2 | POC | IOW | TOR1 | TOR2 | MDO | MIL | SNM | FON | 30位 | 29       |

- 太字はポールポジション、斜字はファステストラップ。(key)

### F1
| 年     | チーム       | シャーシ | 1       | 2       | 3       | 4       | 5       | 6       | 7       | 8       | 9       | 10      | 11      | 12      | 13      | 14      | 15      | 16      | 17      | 18     | 19     | WDC       | ポイント |
| ------ | ------------ | -------- | ------- | ------- | ------- | ------- | ------- | ------- | ------- | ------- | ------- | ------- | ------- | ------- | ------- | ------- | ------- | ------- | ------- | ------ | ------ | --------- | -------- |
| 1996年 | ウィリアムズ | FW18     | AUS 2   | BRA Ret | ARG 2   | EUR 1   | SMR 11  | MON Ret | ESP 3   | CAN 2   | FRA 2   | GBR 1   | GER 3   | HUN 1   | BEL 2   | ITA 7   | POR 1   | JPN Ret |         |        |        | 2位       | 78       |
| 1997年 | ウィリアムズ | FW19     | AUS Ret | BRA 1   | ARG 1   | SMR Ret | MON Ret | ESP 1   | CAN Ret | FRA 4   | GBR 1   | GER Ret | HUN 1   | BEL 5   | ITA 5   | AUT 1   | LUX 1   | JPN DSQ | EUR 3   |        |        | 1位       | 81       |
| 1998年 | ウィリアムズ | FW20     | AUS 5   | BRA 7   | ARG Ret | SMR 4   | ESP 6   | MON 5   | CAN 10  | FRA 4   | GBR 7   | AUT 6   | GER 3   | HUN 3   | BEL Ret | ITA Ret | LUX 8   | JPN 6   |         |        |        | 5位       | 21       |
| 1999年 | B・A・R      | 01       | AUS Ret | BRA Ret | SMR Ret | MON Ret | ESP Ret | CAN Ret | FRA Ret | GBR Ret | AUT Ret | GER Ret | HUN Ret | BEL 15  | ITA 8   | EUR 10  | MAL Ret | JPN 9   |         |        |        | NC (21位) | 0        |
| 2000年 | B・A・R      | 002      | AUS 4   | BRA Ret | SMR 5   | GBR 16  | ESP Ret | EUR Ret | MON 7   | CAN 15  | FRA 4   | AUT 4   | GER 8   | HUN 12  | BEL 7   | ITA Ret | USA 4   | JPN 6   | MAL 5   |        |        | 7位       | 17       |
| 2001年 | B・A・R      | 003      | AUS Ret | MAL Ret | BRA 7   | SMR Ret | ESP 3   | AUT 8   | MON 4   | CAN Ret | EUR 9   | FRA Ret | GBR 8   | GER 3   | HUN 9   | BEL 8   | ITA 6   | USA Ret | JPN 10  |        |        | 7位       | 12       |
| 2002年 | B・A・R      | 004      | AUS Ret | MAL 8   | BRA 10  | SMR 7   | ESP 7   | AUT 10  | MON Ret | CAN Ret | EUR 12  | GBR 4   | FRA Ret | GER Ret | HUN Ret | BEL 8   | ITA 9   | USA 6   | JPN Ret |        |        | 12位      | 4        |
| 2003年 | B・A・R      | 005      | AUS 9   | MAL Ret | BRA 6   | SMR Ret | ESP Ret | AUT 4   | MON Ret | CAN Ret | EUR Ret | FRA 9   | GBR 10  | GER 9   | HUN Ret | ITA 6   | USA Ret | JPN     |         |        |        | 16位      | 6        |
| 2004年 | ルノー       | R24      | AUS     | MAL     | BHR     | SMR     | ESP     | MON     | EUR     | CAN     | USA     | FRA     | GBR     | GER     | HUN     | BEL     | ITA     | CHN 11  | JPN 10  | BRA 10 |        | 21位      | 0        |
| 2005年 | ザウバー     | C24      | AUS 13  | MAL Ret | BHR 11  | SMR 4   | ESP Ret | MON 11  | EUR 13  | CAN 9   | USA DNS | FRA 8   | GBR 14  | GER 15  | HUN Ret | TUR 11  | ITA 11  | BEL 6   | BRA 12  | JPN 12 | CHN 10 | 14位      | 9        |
| 2006年 | BMWザウバー  | F1.06    | BHR Ret | MAL 7   | AUS 6   | SMR 12  | EUR 8   | ESP 12  | MON 14  | GBR 8   | CAN Ret | USA Ret | FRA 11  | GER Ret | HUN     | TUR     | ITA     | CHN     | JPN     | BRA    |        | 15位      | 7        |

- 太字はポールポジション、斜字はファステストラップ。(key)

### ル・マン24時間レース
| 年     | チーム                    | コ・ドライバー                    | 車                    | クラス | 周回 | 総合順位 | クラス順位 |
| ------ | ------------------------- | --------------------------------- | --------------------- | ------ | ---- | -------- | ---------- |
| 2007年 | プジョー・スポール トタル | ニコラ・ミナシアン マルク・ジェネ | プジョー・908 HDi FAP | LMP1   | 338  | DNF      | DNF        |
| 2008年 | プジョー・スポール トタル | ニコラ・ミナシアン マルク・ジェネ | プジョー・908 HDi FAP | LMP1   | 381  | 2位      | 2位        |

### フォーミュラE
| 年            | チーム                     | 車両                                 | 1      | 2      | 3       | 4   | 5   | 6   | 7   | 8   | 9   | 10  | 順位 | ポイント |
| ------------- | -------------------------- | ------------------------------------ | ------ | ------ | ------- | --- | --- | --- | --- | --- | --- | --- | ---- | -------- |
| 2015年-2016年 | ヴェンチュリー・グランプリ | スパーク-ヴェンチュリー・VM200-FE-01 | BEI 14 | PUT 11 | PDE DNS | BNA | MEX | LBH | PAR | BER | LON | LON | 19位 | 0        |

(key)